# Gutshof Ovelgönne
Der Gutshof Ovelgönne, Ovelgönner Straße 14 in der niedersächsischen Gemeinde Hechthausen-Wisch, Samtgemeinde Hemmoor, im Landkreis Cuxhaven, stammt vom Ende des 19. Jahrhunderts.
Aktuell (2024) wird er gewerblich genutzt.
Die Gebäude stehen unter Denkmalschutz (siehe auch Liste der Baudenkmale in Hechthausen).

## Geschichte und Beschreibung
Hechthausen wurde 1233 als Hekethusen zum ersten Mal erwähnt. Damals beherrschte die begüterte Adelsfamilie de Hekethusen die Region.
Gut Ovelgönne ist eine Gründung der Familie Marschalck von Bachtenbrock, eine der ältesten Adelsfamilien des Erzbistums Bremen. Dieses Gut, wie das Rittergut Hutloh und das Gut Laumühlen, entstand aus dem in Cranenburg ansässig gewordenen Familiengeschlecht. Die erste Gutsanlage in Ovelgönne entstand 1597/98. Das Gut verblieb bis in das 20. Jahrhundert im Familienbesitz. Das kleine Areal des Hofs liegt links der Oste zwischen Lange Geest und der Ovelgönner Straße am nordöstlichen Rand von Hechthausen.
Die Gutsanlage 600 Meter nördlich vom Ortskern besteht aus
- dem eingeschossigen, zum Garten traufständigen Gutshaus von 1860 in Backstein, mit ziegelgedecktem Krüppelwalmdach, mit dreiachsigem mittleren Giebelrisalit mit Dachhaus und Satteldach sowie zweiflügeliger Rundbogentür und Terrasse, mit nordöstlichem zweiachsigen Mittelrisalit mit Dachhaus; Haupterschließung über eine Freitreppe am südöstlichen Giebel, Backsteinverzierungen mit Ecklisenen an Ortgängen, Dach- und Giebelgesimsen sowie Fensterlaibungen,[2]
- der eingeschossigen giebelständigen Scheune und Wirtschaftsgebäude von 1860 als Zweiständer-Hallenhaus in Fachwerk mit Steinausfachungen und reetgedecktem Satteldach, Wirtschaftsgiebel mit Grooter Door, an beiden Giebelseiten geschweifte Windbretter und regionaltypischer senkrechter Verbretterung im oberen Giebeldreieck, massiver Westgiebel mit reich gegliederter Fassade,[3]
- sowie weiteren nicht denkmalgeschützten Anlagen.

Das Landesdenkmalamt befand u. a.: „… geschichtliche Bedeutung im Rahmen der Orts- und Siedlungsgeschichte …“
Der heutige Besitzer, Christoph von Saldern, ist ein Nachfahre des 1598 erstmalig genannten Besitzers Johann Marschalck.